# Unión (Montevideo)
Unión (o anche Villa de Unión) è un barrio della città uruguayana di Montevideo.

## Posizione
Unión confina con Mercado Modelo e Villa Española a nordovest, con Malvín Norte ad est, con Maroñas a nordest, con Buceo e Parque Batlle a sud, con La Blanqueada e con Larrañaga a sudovest.

## Storia
La sua storia ebbe inizio nel 1845, durante il grande assedio di Montevideo (1843 – 1851) del generale Oribe, quando era poco più piccola dell'attuale Ciudad Vieja, con la creazione in zona del Tribunale di Unión. Nel 1849 Oribe fondò un villaggio chiamato Restauración. Dopo la fine della guerra civile, il suo status fu elevato da "Pueblo" (villaggio) a "Villa" (città) e rinominata Villa de la Unión, con il decreto dell'11 novembre 1851.

## Monumenti e luoghi d'interesse
- Santuario della Medaglia Miracolosa e di Sant'Agostino, più nota come Iglesia de la Unión (Chiesa cattolica, Congregazione della missione)
- Nostra Signora del Carmine e San Gaetano (Chiesa cattolica)
- San Giuseppe operaio (Chiesa cattolica)